# Le Lac-d'Issarlès
Le Lac-d'Issarlès é uma comuna francesa na região administrativa de Auvérnia-Ródano-Alpes, no departamento de Ardèche. Estende-se por uma área de 14,35 km². Em 2010 a comuna tinha 275 habitantes (densidade: 19,2 hab./km²).